# でこぼこフレンズ
『でこぼこフレンズ』は、NHKの幼児向け番組『おかあさんといっしょ』のコーナーとして放送されていたアニメーション。

## 概要
さまざまな個性を持つキャラクターがドアから出てきて視聴者から色々なことを披露する。キャラクターデザインはM&k。2002年（平成14年）4月1日から2011年（平成23年）3月18日まで9年間に渡って放送された。
キャラクターは第1期の当初は12組（人数でいうと17人）だったが、第2期で新たに3組追加されて15組（人数でいうと20人）、第3期でさらに3組追加されて最終的に18組（人数でいうと24人）となった。2003年（平成15年）6月の「今月の歌」である「ぼくときみ」では、当初の12組のみが登場する（キャラクター追加後も変更なし）。
第4期（2010年度）は『パンツぱんくろう』、『ふしぎなあのこはすてきなこのこ』、『スプーンひめのスイングキッチン』の3作の再放送が開始された事に従い、曜日別で放送された。
2019年8月13日に放送された『おかあさんといっしょ 60年スペシャル』ではメロディーヌ、はなはなマロン、カランコロンのストーリー計3本と「ぼくときみ」のMVが再放送された。
2024年10月3日におかあさんといっしょ65周年を記念した
『おたんじょうびウィーク』でカランコロンとポッコンパッコンの
ストーリー計2本が放送された。

## キャラクター

### メインキャラクター

#### 第1期から登場したメインキャラクター
- はなはなマロン(Nut'n Nose)

声：石原圭人
性別 - 男
黄色い栗の男の子。鼻を膨らませるのが得意で、体は小さいが、みんなをまとめるリーダー的存在や一度決めた目標は最後までやり続けるという頑張りや。がんばると、しっぽが揺れる。「みんなが仲良くいられればいいな」と思っている。無意識に鼻が大きくなってしまう事がある。また、食いしん坊な一面もあり、モンブランやパンケーキなどふわふわした物が好物。好きな乗り物は三輪車だが、まだ乗りこなしていない。登場すると、「こんにちは。はなはなマロンです」と挨拶し鼻を2回さわり、終わりに「ありがとうございました」と言う。一人称は「はなはなマロン」。足音が高音。丁寧な口調で話すというまじめな性格である。
- ケン・バーン(Ken Bahn)

声：佐藤賢一
性別 - 男
歯が鍵盤のようになっていて、弾くとアコーディオンのような音がする。しかし、虫歯になると「ブー」というブザーのような音が鳴ったり、音が出なくなったりする。嬉しいことや悲しいこと、なんでも歌にする。ショコラが好物。登場すると、体を左右にゆらして歩いてきて、「私、ケン・バーン」と挨拶し、「ぐふふふ。ぐふっ、ぐふっ!」っと笑い、終わりに、「どうも〜」と言う。スモックを着用している。おしゃれには気をつかっている紳士的。カランコロンとは一緒に演奏をよくするほど仲が良い。そして、彼と一緒にいる時が多い。一人称は「私（わたくし）」（ショパンの前では「僕」）。
- たまごおうじ(The Prince Egg)

声：田中千架子
性別 - 男
本来は「王子」ではないが、卵の頭の王子。クッキー、チョコレート、オムレツ（オムライス）、ソフトクリームが好物で、にんじんが苦手。よくドジる。イライラしがちだが正義感が強く、きれい好きで、几帳面。いつもピコピコハンマーのような足音でテケテケ走りまわっていて、少し落ちつきがない。とても悔しがり屋。悔しいことがあると「悔し〜い、うぅ〜、」、そして頭にひびが入り「おっ!」という。登場すると、テケテケ走りまわり、「こんにちは。僕、たまごおうじ!」と挨拶し、最後は「失礼しました」と言いながら、割れた殻を箒で掃く。「王子」は自分であだ名を付けている。
- メロディーヌ(Melodina)

声：高田サミ
性別 - 女
歌と音楽が大好きな女の子。登場すると、スキップをして、「あたし、メロディーヌ!」と挨拶し、終わりに、「今日も、いいことありそう。サ〜ンキュ〜!」と言う。瞳の色はピンク色。明るく元気な性格で、いつもスキップしながら、うたを歌っている。だが、大好きなケーキを食べ終わった時が悲しいという泣き虫な一面もある。話しているうちに、会話がうたになったりするのもしばしば。小さいのにしっかり者でかわいいので、みんなに愛されている。ショートケーキ、さくらんぼ、いちご、みかん、棒のついてあるキャンディ（言わばロリポップ）、トマト、たこやきが大好物。
- どんぐりん(The Acorn Tots)

声：田中千架子・鷹木ひめか
性別 - 男
団栗の5人組。5人に固有の名前はなく、全員の名前が「どんぐりん」である。まずはドアから顔を出し、「わ〜〜!」と言いながら走ってくる。登場すると、「ど」 (A) 「ん」 (B) 「ぐ」 (C) 「り」 (D) 「ん」 (E) 「です」 (A) と挨拶し、最後は「ど〜んぐりん!」と言いながらでんぐり返しをし、持参した物は起き上がりに拾い、「ありがとうございました〜!」と言いながら去っていく。いつも何かで競い合い、誰が一番上手かでもめる事があるが、すぐに仲直りする。一人称は5人とも「ボク」。
- オオガーラ(Big Oggo)

声：奥居史生
性別 - 男
中に入れないほど大柄な大男。服装は水玉模様のパンツ一丁である。登場すると「やあやあ。オオガーラで〜す」と挨拶し、終わりに「ではでは、また来ま〜す」と言う。ドアのノックが一際大きいので、出てくる前に彼と分かるようになっている。
強面だが実はとても心優しく、頼もしい。そしてかわいいものが大好き。一人称は「ぼく」。身長はゾウより少し小さいぐらい。
- ムクムク(Mu Mu)

声：山崎陽一
性別 - 男
オオガーラの友達のピンク色の生物。いつも彼にくっついている。「ムームー」としか喋れない。チョコレートやドーナツを食べても害はないほどの雑食。
- あなくま(Disabear)

声：福井洋介
性別 - 男
関西弁で話す、モグラとクマを合成したような姿のギャグキャラ。瞳の色は青色。登場すると、ちょこちょこ、うろうろ歩きながら口笛を吹き、「まいど!あなくまです」（こんにちは!あなくまです）と挨拶し、終わりに、「お〜きに!ほな、さいなら〜!」（ありがとう!それじゃあ、さよなら〜!）と言う。ポジティブかつお調子者で冗談ばかり言っている。どこでも穴になる「丸いの」を持ち歩いている。木登りは苦手だが、口笛が上手。たこやきとお好み焼が好物。一人称は「あなくま」。
- サボサボ(Kaki Kaki)

声：綾部智和
性別 - 男
カラフルなトゲが特徴の、とても恥ずかしがりかつ気弱な紫色のサボテン。登場すると、「あ、あの…。サボサボです…」と挨拶し、終わりに、目を星形にして泣きながら「ありがとうございました。」と言う。ノックの後は中々部屋に入らないので、登場する前に彼と分かるようになっている。驚く、ショックを受ける、興奮しすぎると頭の花が伸び、「うん〜っ!」と叫んでトゲが抜けてしまう。マラカスが得意で、おどおど喋る。一人称は「ぼく」。
- ふじおばば(Grandma Fuji)

声：田中千架子
性別 - 女
登場する時、スポットライトを浴びて、「ふじおばばでございます」と挨拶し、以降は全編演歌となる。終わりに「ありがとうございます」と言う。「おばばはなんでも知ってるよ」が口ぐせ。雲を連れて登場しており、ポジティブな白髪の老婆で顔は富士山みたいになっている。昭和生まれ。懐かしい遊びや食べ物など、日本の文化を元気に紹介する。和菓子よりプリンの方が好物。一人称は「私（わたし）」。
- くいしんボン(Belly Boing)

声：福井洋介
性別 - 男
登場すると、「1、2、3、ボン、1、2、3、ボン!」と歌い、「僕ん名前はくいしんボン!」と挨拶して撥でお腹を叩き、終わりに「また来るよ!」と言ってまたお腹を撥で叩く。美味しいモノが好きな巨漢。お腹を撥で良く叩くのが癖。「おなかすいたなあー」、「今日のごはんはなにかなあー」が口ぐせ。特にメロンパンが好物。熱い物と酸っぱい物は少し苦手。
- じょうろう(Water Chap)

声：竹内浩明
性別 - 男
花をこよなく愛する、じょうろの青年。登場すると、「やあ。僕はじょうろうっていうんだ」と挨拶し、終わりに、「それじゃあ、また。ありがとう」と言う。太陽が昇る前に起きる。夜は靴下をはいたまま寝る。育てた草花をプレゼントするのが趣味。鼻からは草や花が元気に育つように、気持ちをたっぷりこめた特別な水が出てき、花を見ると自然に水が出てくる。4つのポケットを持っており、種を別々に入れている。旅をするのとマーガレットが好き。
- カランコロン(Klinki Klunki)

声：山崎陽一
性別 - 男
登場すると、「はあい!カランコロンです〜」と挨拶し、終わりに、「どうもでした〜」と言う。みんなをほっとさせるのが大好き。オレンジジュースの顔をしており、こぼさないように気をつけて歩いている男の子。コースターに乗っているが、下駄等をはく時や跳び箱をする時などに降りることがある。また、マイペースな性格で、おじぎをするときにジュースをこぼしてしまう等ドジな一面がある。ジュースが減ると顔が小さくなるが、翌日の朝にはいっぱいになっている。夜寝るときはゆりかごのような椅子で寝ている。一緒に入っている氷は普段は溶けないが、うっかり眠っていると溶けたりする。熱いものを入れるとコップのガラスがくもってしまうため、前が見えなくなる。好きなスポーツはスケートボードだが、得意まではいかないので、どきどきするためあまりやらない。母親は同じオレンジジュースだが、父親は大きな氷。一人称は「ぼく」。

#### 第2期（2005年（平成17年）4月）から追加されたメインキャラクター
- なになに

声：鷹木ひめか
性別 - 女
登場すると、「なになになになになになに？え、なになに？」と言い、「あ、僕、なになに」と挨拶し、終わりに、「ふむふむ。バイバイ!」と言う。耳が大きく、たなびかせるとキュッキュッと鳴る。好奇心が強く、「なに？、なになに？」が口ぐせである。一人称は「ボク」だが、女の子である。
- つぼちん

声：谷村聡一
性別 - 男
外見ははなはなマロンに似ているが、2倍ほどの大きさで鼻は膨らまない。前傾姿勢で歩き足音が木魚のようである。登場すると、「僕ちん、つぼちん。う〜む」と挨拶し、終わりに、「じゃあ、ぼちぼち」と言う。桜餅、スイカ、焼き芋、おでんといった季節に関係のある食べ物が好物。頭が壷になっている。性格はおっとり。一人称は「僕ちん」。
- ペッタン

声：田中千架子
性別 - 男
登場する時、ドアを突き破って、「うひひ。ぼ〜く、ペッタン!うひひ」と挨拶し、終わりに、次の人が出入り出来るように直すためドアに木の板を罰点型に留めて、「ペッタン!まったね〜!うひひ」と言う。歩くと足跡がつく猿に似ている問題児。歩くと足跡がつくのは、ペッタン自体が迷子にならないよう、足跡をたどれば見つかるようになっている。一人称は「ぼ〜く」。

#### 第3期（2006年（平成18年）4月）から追加されたメインキャラクター
- まる

声：久保田薫
性別 - 女
登場すると、「私はまる」と挨拶し、終わりに、「また来るもん!」と言う。鍋底を叩いたような足音を立てる。一見普通の女の子だが、中年女性のようなしゃべり方をする。ポーチにはお気に入りのものが入っている。口癖は「まるのだもん」。一人称は「私（わたし）」または「まる」。たらこの入ったおにぎりが好物。好きな動物はウサギ。
- フォッフォ

声：タズ・ヒックス
性別 - 男
登場すると、「フォ〜ッフォッフォッフォッフォッフォッフォ〜!」と笑い、「わたーしはフォッフォ」と挨拶し、終わりに、「え？もう時間なの？フォッフォッフォッフォッフォ…」と言う。「フォッフォッフォ!」と笑いながら色々な芸を見せてくれる。ビスケットのような顔をしている。本名は「ヴィンセント・ヴァン・フォッフォ」。一人称は「わたーし」。
- ポッコンパッコン

声：伊藤豊
性別 - 男
登場すると、「ポッコンパッコンポッコンパッコン♪」と歌い、「ポッコンで〜す」「パッコンで〜す」と挨拶し、終わりに、「ポッコンバイバイ!」「パッコンバイバイ!」と言う。青とオレンジがポッコンで、緑とピンクがパッコン。だるま落としのような体の2人組で、体を入れ替えたり間に色々なものをはさむことが出来る。身長が高いと低い声になり、身長が低いと高い声になる。一人称はポッコンが「ポッコン」、パッコンが「パッコン」。

### ゲストキャラクター

#### 動物達
- かめ吉

「かめさん」のみに登場したふじおばばのペットであるカメ。ふじおばばと同じく長生き。
- じょうろうのイヌ

「シャワー」のみに登場したじょうろうのペットであるイヌ。
- カブトムシ

「かぶとむし」のみに登場したまるのカブトムシ。
- ヤドカリ

「やどかり」のみに登場したまるのヤドカリ。
- ショパン

絵本「あるあめのひのケン・バーン」のみに登場したケン・バーンのペットであるオウム。

## スタッフ
- 原作 - 丸山もも子、鍬本良太郎
- アニメーション - 秋穂範子
- 音楽 - 福井洋介
- 音楽制作 - MAXMAN
- 製作協力 - ポニーキャニオン、小学館
- 製作著作 - NHK

## 楽曲

### ぼくときみ
作詞：鍬本良太郎、丸山もも子
作曲：福井洋介
歌：うたのおにいさん、うたのおねえさん、でこぼこフレンズのみんな（新キャラ除く）
出演声優がコーラスとして参加している。キャラ追加後も、映像の変更はなし。
また、『おかあさんといっしょ』のコンサート『じゃがいも星人にあいたいな』や『星で会いましょう!〜出会えばみんなおともだち〜』ではカバーされた。
DVD第1弾、第2弾の映像特典として収録された。

### でこぼこダンス
作詞：鍬本良太郎、丸山もも子
作曲：福井洋介
歌：でこぼこフレンズのみんな
DVDの第3弾の特典映像として収録された。

### 挿入歌
| 楽曲                                           | 歌手                        | 登場話                                   |
| ---------------------------------------------- | --------------------------- | ---------------------------------------- |
| ケン・バーンのテーマ                           | ケン・バーン                | 「まえば くろいよ」                      |
| むしば いたいの                                | ケン・バーン                | 「むしば いたいの」                      |
| 雨降りの唄                                     | ケン・バーン                | 「あめとかさ」                           |
| カメラ                                         | ケン・バーン                | 「カメラ」                               |
| ちょうネクタイの歌                             | ケン・バーン                | 「ちょうネクタイ」                       |
| ケンケンバーン                                 | ケン・バーン                | 「ケンケンバーン」                       |
| お茶はいかが                                   | ケン・バーン                | 「おちゃは いかが？」                    |
| ひげの唄                                       | ケン・バーン                | 「ひげが のびーる」                      |
| ぼうしたのしー                                 | ケン・バーン                | 「ぼうしが たくさん」                    |
| タップダンスの歌                               | ケン・バーン                | 「タップダンス」                         |
| パンがやけたよ                                 | ケン・バーン                | 「やきたてパン」                         |
| まえば くろいよ（オルゴールver.）              | ケン・バーン                | 「オルゴール」                           |
| ひとり おんがくたい                            | ケン・バーン                | 「ひとり おんがくたい」                  |
| ケン・バーンのテーマ（英語ver.）               | ケン・バーン                | 「まえば くろいよ（英語ver.）」          |
| ケン・バーン・カランコロン♪                    | ケン・バーン & カランコロン | スペシャル「ケン・バーンとカランコロン」 |
| スキップスキスキ                               | メロディーヌ                | 「スキップ」                             |
| サクランボンボン                               | メロディーヌ                | 「さくらんぼ」                           |
| カスタネット タッカタン                        | メロディーヌ                | 「カスタネット」                         |
| タンバリン バンバン                            | メロディーヌ                | 「タンバリン」                           |
| フラフープ                                     | メロディーヌ                | 「フラフープ」                           |
| トマト                                         | メロディーヌ                | 「トマト」                               |
| ぼうしのうた                                   | メロディーヌ                | 「ぼうし」                               |
| すべりだいのうた                               | メロディーヌ                | 「すべりだい」                           |
| きいろのタイツのうた                           | メロディーヌ                | 「きいろの タイツ」                      |
| シャンプーのうた                               | メロディーヌ                | 「シャンプー」                           |
| トライアングル                                 | メロディーヌ                | 「トライアングル」                       |
| たこやき                                       | メロディーヌ                | 「たこやき」                             |
| ドレスのうた                                   | メロディーヌ                | 「ながーい ドレス」                      |
| フレーフレー みんな                            | メロディーヌ                | 「フレーフレー みんな」                  |
| メロディーヌとメロディーナ                     | メロディーヌ                | 「メロディーナ？」                       |
| エプロンのうた                                 | メロディーヌ                | 「エプロン」                             |
| スキップスキスキ（英語ver.）                   | メロディーヌ                | 「スキップ」（英語ver.）                 |
| スキップスキスキ（サボサボとのデュエットver.） | メロディーヌ & サボサボ     | スペシャル「メロディーヌとサボサボ」     |
| マラカスダンス                                 | サボサボ                    | 「おどっても いいですか?」               |
| うつくしく                                     | ふじおばば                  | 「うつくしく」                           |
| おてだま                                       | ふじおばば                  | 「おてだま」                             |
| けんだま                                       | ふじおばば                  | 「けんだま」                             |
| プリンが すきなのよ                            | ふじおばば                  | 「プリン」                               |
| うめぼし                                       | ふじおばば                  | 「うめぼし」                             |
| むかしも かわいい                              | ふじおばば                  | 「こどもの ころの しゃしん」             |
| あしたのてんきは はれかしら                    | ふじおばば                  | 「てんきうらない」                       |
| かみふうせん                                   | ふじおばば                  | 「かみふうせん」                         |
| なっとう                                       | ふじおばば                  | 「なっとう」                             |
| ながいきよ                                     | ふじおばば                  | 「かめさん」                             |
| おにぎりのうた                                 | ふじおばば                  | 「おにぎり」                             |
| おすしのうた                                   | ふじおばば                  | 「おすし」                               |
| わたがし                                       | ふじおばば                  | 「わたがし」                             |
| しゅうじのうた                                 | ふじおばば                  | 「しゅうじ」                             |
| ぼんさい                                       | ふじおばば                  | 「ぼんさい」                             |
| ドレスの ふじおばば                            | ふじおばば                  | 「ドレスの ふじおばば」                  |
| うつくしく（英語ver.）                         | ふじおばば                  | 「うつくしく」（英語ver.）               |
| せんすとくも                                   | なになに & ふじおばば       | スペシャル「なになにとふじおばば」       |
| くいしんボンダンス                             | くいしんボン                | 「くいしんボンダンス」                   |
| たねのうた                                     | じょうろう                  | 「たねのうた」                           |
| カランコロンのうた                             | カランコロン                | 「ゲタ」                                 |
| カランコロンでシュートだYO!                    | カランコロン                | 「バスケだyo!」                          |
| おふねのうた                                   | つぼちん                    | 「おふね」                               |
| ペッタンの おどり                              | ペッタン                    | 「ペッタンの おどり」                    |
| フォッフォのうた                               | フォッフォ                  | 「まわる かお」                          |
| ワントゥスリーフォッフォ                       | フォッフォ                  | 「ワントゥスリーフォッフォ」             |
| あやつりフォッフォ                             | フォッフォ                  | 「あやつりフォッフォ」                   |
| フォッフォクッキーのうた                       | フォッフォ                  | 「フォッフォクッキー」                   |
| ノリノリフォッフォ                             | フォッフォ                  | 「ノリノリフォッフォ」                   |
| ポッコンパッコンのうた                         | ポッコンパッコン            | ポッコンパッコンのお話全て               |

## 補足
- 赤いドアはシンボルである。
- ロゴマークは紺色に白抜きで、スペシャルは山吹色に白抜き。
- オープニングは、12組、15組、18組の3種類のバージョンがあり、ドアからキャラクター全員が出てき全員で「でっこぼっこフレ〜ンズ♪」と歌う内容。
- 登場する時のノック音は、「トントン」、「ドーン ドーン」[15]、「クイックイッ」[16]、無音[17]の4種類。
- スペシャルでは、2組によるコラボレーションも存在する。
- 「おかあさんといっしょ」のエンディングで降ってくるハート型の風船は2009年（平成21年）3月30日放送分から2010年（平成22年）6月5日放送分まで「でこぼこフレンズ」が描かれていたが、2010年（平成22年）6月7日放送分から2011年（平成23年）4月30日放送分までは「モノランモノラン」の柄となっていた。
- 本作の英語版[18]も存在しているが、新キャラは登場していない。

## 関連商品

### ぬいぐるみ

#### ようちえんスタイルぬいぐるみ
はなはなマロン、たまごおうじ、メロディーヌ、あなくま、ペッタン、まるといった小型サイズのキャラクターの6種類が幼稚園スタイルの姿として商品化。名札の形は車型が男の子、チューリップ型が女の子。服の色ははなはなマロンがオレンジ、たまごおうじとあなくまが水色、メロディーヌが薄ピンク、ペッタンが黄緑、まるが赤。